# Heliophanus activus
Heliophanus activus es una especie de araña araneomorfa de la familia Salticidae.

## Distribución geográfica
Es endémica de las islas Seychelles.